# Šestosiječanjska diktatura
Pojam Šestosiječanjska diktatura (također: Šestojanuarska diktatura – prvi je naziv češći u literaturi nakon 1990.) odnosi se na monarhističku diktaturu koju je 6. siječnja 1929. godine u Kraljevini SHS uveo kralj Aleksandar I. Karađorđević. Ukinut je Vidovdanski ustav, raspuštena je Narodna skupština, zabranjen rad svih političkih stranaka, sindikata itd, zabranjeni politički skupovi, uvedena stroga cenzura. Sva politička moć koncentrirana je u kraljevim rukama. Pojačan je policijski teror; politički protivnici su ne samo zatvarani, nego i ubijani. Proklamirana je ideologija "integralnog jugoslavenstva". Promijenjeno je ime države u Kraljevina Jugoslavija i podijeljena je na devet banovina (prostorno manja, deseta banovina, bila je Uprava grada Beograda), koje su svojim granicama negirale povijesne državnopravne entitete. Kralj Aleksandar I. Karađorđević ubijen je u Marseilleskom atentatu 1934. godine. Sljedeće godine održani su izbori, ali snažni oblici diktature opstali su i dalje.

## Uvođenje diktature
Iskoristivši ubojstvo Stjepana Radića u atentatu u beogradskoj Narodnoj skupštini i blokadu rada Narodne skupštine (parlamenta) koja je uslijedila, kralj u proglasu objavljenom 6. siječnja 1929. godine proklamira da su "ti žalosni razdori i događaji (...) pokolebali kod Naroda veru u korisnost te ustanove" te da zato između kralja i naroda "ne može i ne sme biti više posrednika". Ukida Vidovdanski ustav i osobno preuzima svu vlast. Za predsjednika vlade imenuje generala Petra Živkovića. Također su na neke druge civilne dužnosti, osobito u Hrvatskoj i Makedoniji, dovedene vojne osobe. Narodna skupština je raspuštena, zabranjen rad svih političkih stranaka s nacionalnim, vjerskim ili regionalnim obilježjem; uvedena stroga cenzura novina i knjiga, zabranjeni svi politički zborovi, rad sindikata itd. Osnovana je Jugoslavenska nacionalna stranka koja je trebala proklamirati režimsku ideologiju.
Uspostavljeni režim ima mnogo dodirnih točaka s fašizmom, pa se često koristi naziv monarhofašistička diktatura (t.zv. balkanski fašizam), iako ideološka i institucionalna osnova režima nije u punom smislu riječi fašistička. Slične diktature uspostavljene su u to doba i u drugim zemljama istočne i jugoistočne Europe. Sve su to ekonomski i društveno zaostale agrarne zemlje, ali Kraljevina Jugoslavija se bitno razlikovala po višenacionalnosti. Režim je to pokušao poništiti promovirajući ideologiju "integralnog jugoslavenstva".

## Progoni političkih protivnika
Osnovan je posebni Sud za zaštitu države, koji prijekim postupkom sudi političkim protivnicima. Osobito se progone ilegalne radikalne skupine i organizacije kao što su hrvatski i makedonski nacionalisti, albanski i crnogorski separatisti, te komunisti (protiv kojih je već 1920. godine bila donesena Obznana). Pojačan je policijski teror: premlaćivanja, mučenja, ubojstva. Na ulici je u Zagrebu ubijen hrvatski povjesničar prof. dr. Milan Šufflay, što je dovelo do međunarodne peticije koju su potpisali i Albert Einstein i Heinrich Mann. (Različite metode političkog terora bile su međutim karakteristika Kraljevine SHS od njenog osnutka.)
Oko 400 članova KPJ i SKOJ-a ubijeno je u razdoblju između 1929. i 1932. godine. Ovako velikim žrtvama pridonijela je direktiva vodstva KPJ za pripremu oružane pobune potaknuta procjenom Šestog kongresa Kominterne o približavanju opće krize kapitalizma. Nerealan je bio i ustaški pokušaj podizanja ustanka (Velebitski ustanak) 1932. godine, koji je međutim postigao snažan promidžbeni učinak. (Kasnije, po uspostavi NDH, prvi Pavelićev zakonski akt bila Zakonska odredba za obranu naroda i države, kojom su uspostavljeni prijeki sudovi. Komunisti su po dolasku na vlast 1945. godine sudovali na jednak način.)
Vladko Maček je 22. prosinca 1929. godine bio uhićen. Nakon uhićenja otpremljen je noću s 4. na 5. siječnja 1930. godine, zajedno s drugim suoptuženicima, Sudu za zaštitu države u Beograd. Nakon završene rasprave (trajala je 6 tjedana) u Državnom sudu za zaštitu države u Beogradu taj sud je 14. lipnja 1930. godine osudio njih 14 na zatvorske kazne od 6 mjeseci do 15 godina a devetoricu je oslobodio krivnje i otpustio iz zatvora, među njima i Mačka. Potpredsjednik HSS-a Josip Predavec uhićen je zbog sloma Seljačke zadružne banke i osuđen na 2,5 godine zatvora. Maček u svojim Memoarima tvrdi da je propast banke zapravo izazvao režim, koji je preko Jugoslavenske narodne banke kontrolirao bankarski sustav. Kasnije, u srpnju 1933. godine, Predavec je ubijen ispred svoje kuće u Dugom Selu.
Svetozar Pribićević, predsjednik Samostalne demokratske stranke, koja okuplja Srbe prečane i u koaliciji je s HSS (Seljačko-demokratska koalicija), prvo je uhićen interniran u selo Brus podno Kopaonika a kada se razbolio prebačen je u Beograd gdje je ostao izoliran od javnosti do srpnja 1931. godine kada je pušten i dopušten mu je odlazak u inozemstvo. U emigraciji je boravio u Pragu i Parizu a umro je u Pragu 1936. godine. U emigraciju odlaze HSS-ovi prvaci Juraj Krnjević i August Košutić, kao i radikalni nacionalisti Ante Pavelić (zastupnik u Narodnoj skupštini iz redova Hrvatskog bloka), Gustav Perčec, Branimir Jelić i ini.
Većina oporbenih srbijanskih političara prima uvođenje diktature bez aktivnog otpora. Na udar režima dolazi Dragoljub Jovanović, vođa lijevog krila Saveza zemljoradnika, koji 1932. godine objavljuje brošuru Što nas košta svađa s Hrvatima; osuđen je na godinu dana zatvora.

## Ideologija "integralnog jugoslavenstva"
Proklamirana je ideologija integralnog jugoslavenstva. Ime države promijenjeno je 3. listopada 1929. godine u Kraljevina Jugoslavija. Zemlja je administrativno podijeljena u devet banovina koje ne slijede povijesne granice, s izričitim ciljem razbijanja povijesnih pokrajina. Zabranjeni su svi nacionalni amblemi (zastave, grbovi, himne i ini) i rad svih "plemenskih" (nacionalnih) organizacija. (Zabranjena je i ORJUNA, zbog njezine omraženosti, ali su preuzeti njezina ideologija i metode.) Djelovale su jedino režimske organizacije, formalno jugoslavenske. Osnivaju se nova udruženja za promidžbu jugoslavenstva: Jugoslavenska akcija, Soko Kraljevine Jugoslavije i ina, te potiče rad postojećih: Narodna obrana, Udruženje četnika za slobodu i čast Otadžbine (vidi članak Četnici u Prvoj Jugoslaviji) i ina. Režimski ideolozi slijede cavourovsko načelo: "Stvorili smo Jugoslaviju, stvorimo Jugoslovene!".

## Snage podrške diktaturi
Kralj se u uvođenju diktature oslanjao na vojne vrhove i žandarmeriju (koja je dio vojske), poslušnu državnu upravu, skupinu srpskih političara vezanih uz dvor i na predstavnike krupnog kapitala kojima je u interesu "mir i red" u zemlji. Podršku dobiva u Sloveniji od slovenskih liberala, kao i od Antona Korošca, predsjednika Slovenske ljudske stranke (SLS), koji ulazi u vladu generala Petra Živkovića. Kasnije međutim (1933. godine) Korošec i skupina vođa SLS bivaju internirani na Hvaru.
U vladu generala Petra Živkovića ušla su i petorica Hrvata, predstavnici krupnog kapitala, politički protivnici HSS-a, od kojih trojica drže ključne gospodarske resore: Slavko Švrljuga, predsjednik Zagrebačke burze i potpredsjednik Udruženja hrvatskih industrijalaca, postaje ministar financija; dr. Želimir Mažuranić, pravni zastupnih velikih poduzeća, ministar je trgovine i industrije; prof. dr. Oto Frangeš, prije Prvoga svjetskog rata član bosanske vlade, ministar je poljoprivrede.
Kralj se također mogao osloniti na podršku zemalja koje su u kraljevini imale uložen znatan kapital, osobito Francuske i Čehoslovačke. Francuskoj je također bila u interesu stabilnost kraljevine u sukobu s Mussolinijevom Italijom (koja zato pruža pomoć ustašama). Međutim s vremenom se u demokratskim zemljama javlja snažna osuda jugoslavenske diktature, te tako i Francuska i Čehoslovačka 1931. godine vrše pritisak na kralja neka izvrši ograničene reforme.
Kralj je mogao računati i na određenu podršku nižih slojeva, nezadovoljnih jalovim prepucavanjima političara. Deklaracija Živkovićeve vlade obećava brigu režima za otklanjanje privrednih i socijalnih nevolja naroda. Nasuprot ranijem "besplodnom partizanstvu" propagira se "koncentracija nacionalnih snaga i duhovnih energija" u gospodarstvu, prosvjeti i politici.

## Oktroirani ustav i jačanje otpora
Godine 1931. kralj odustaje od otvorene osobne diktature, ali stvarno se ništa nije promijenilo. Donesen je Oktroirani ustav i provedeni formalni parlamentarni izbori na kojima se pojavila samo jedna stranka, režimska Jugoslavenska radikalna zajednica (JRZ).
Diktatura je imala vrlo usku socijalnu i političku bazu, a ekonomski je bila neuspješna. Iste godine kad je diktatura uvedena izbija u svijetu velika ekonomska kriza, koja pogađa i Jugoslaviju. Diktatura ekonomski pogoduje samo krupnim kapitalistima, osobito financijskoj oligarhiji. Ideologija uništenja "plemenskih" razlika izazvala je kod svih naroda suprotan učinak. Mnogi koji su je u početku podržali odstupaju, a oni koji su se pasivizirali počinju pružati aktivni otpor.
Seljačko-demokratska koalicija početkom studenoga 1932. godine objavljuje tzv. Zagrebačke punktacije, koje potpisuju i Ante Trumbić i Mile Budak. Zbog te je rezolucije Maček osuđen na 3 godine robije.
Srbijanska oporba (Demokratska stranka, Savez zemljoradnika) mijenja svoja politička opredjeljenja i prihvaća suradnju sa Seljačko-demokratskom koalicijom i federalizam kao način rješavanja nacionalnog pitanja u Jugoslaviji.

## Kraj diktature
Godine 1934. Kralj Aleksandar I. Karađorđević ubijen je u Marseilleskom atentatu. Pod regentom Pavlom Karađorđevićem dolazi do popuštanja režima i raspisivanja izbora 1935. godine, na kojima nastupa ujedinjena opozicija. Iako je parlamentarizam ponovno uspostavljen, a uspostavom Banovine Hrvatske 1939. godine napušten centralizam i ideologija integralnog jugoslavenstva, Oktroirani ustav je ostao na snazi sve do raspada Kraljevine Jugoslavije u Travanjskom ratu 1941. godine.